# 安维莱尔
安维莱尔（法語：Hainvillers）是法国瓦兹省的一个市镇，属于贡比涅区（Compiègne）马茨河畔雷松县（Ressons-sur-Matz）。该市镇总面积2.96平方公里，2009年时的人口为93人。

## 人口
安维莱尔人口变化图示